# Ivan Borkovský
Le professeur Ivan Borkovský (originellement Ivan Borkovskyj ; 8 septembre 1897 à Čortovec en Ukraine - 17 mars 1976 à Prague) est un archéologue austro-hongrois puis tchécoslovaque spécialisé dans la période du haut Moyen Âge, actif essentiellement dans la région de Prague et s'attachant à découvrir l'évolution de l'agglomération de Prague à cette époque. Il est l'un des fondateurs de l'archéologie médiévale en Bohême.

## Biographie
Il est originaire de la Galicie autrichienne, et émigre en 1918 vers Prague, où il fait ses études d'archéologie à l'université Charles de Prague (1922-1929). Au début de sa carrière, il désire se consacrer au chalcolithique mais, en 1925, des fouilles générales sont entreprises au château de Prague et Borkovský y prend part. En 1926, il devient l'assistant de Karel Guth, archéologue en chef de ces fouilles. En 1943, il devient à son tour archéologue en chef du château de Prague et se consacre à cette activité jusqu'en 1974. En 1952, il y découvre les fondations de l'église de Sainte-Marie entre les deuxième et troisième cours.
Il est également actif dans Prague elle-même, en particulier au couvent Sainte-Agnès, à la chapelle de Bethléem, dans la rue Bartolomějská et au château de Vyšehrad.
À partir de 1930, il s'occupe des collections de Josef Antonín Jíra à la villa Hanspaulka et l'analyse des céramiques moyenâgeuses de ces collections lui permet d'identifier ce qu'il décrit comme la « culture de la céramique pragoise » (publication en 1940).
Entre 1947 et 1954 il fait des fouilles archéologiques sur le site historique de Levý Hradec où il découvre les restes de la rotonde Saint-Clément.

## Œuvres

### Publications
- La Tombe du guerrier de l'époque des Přemyslides au château de Prague (Hrob bojovíka z doby knížecí na Pražském hradě), Památky archeologické 42, 1939-46, 122-131.
- Le Visage celte de la Bohême (Keltská tvář z Čech), Obzor prehistorický 13, 1946, 16-22. (publikace ználezu hlavy keltského boha či heroa)
- Découverte d'une coupe en verre avec des inscriptions arabes au Château de Prague (Nález skleněného poháru s arabským nápisem na Pražském hradu), Historica slovaca 5, 1947, 145-152.
- L'Église Sainte-Marie du Château de Prague (Kostel Panny Marie na Pražském hradě), Památky archeologické 44, 1953, 129-200.
- La Cour des princes tchèques à Levý Hradec (Staročeský dvorec na Levém Hradci), Archeologické rozhledy 5, 1953 636-646.
- La Tombe de Boleslav II dans la basilique Saint-Georges du Château de Prague (Hrobka Boleslava II. v basilice sv. Jiří na Pražském hradě), Památky archeologické 52, 1961, 532-543.